# Кайембе, Жорис
Жори́с Кайембе́-Диту́ (фр. Joris Kayembe-Ditu; род. 8 августа 1994[…], Брюссель) — конголезский и бельгийский футболист, полузащитник клуба «Генк» и сборной ДР Конго.

## Клубная карьера
Кайембе — воспитанник клубов «Брюссель» и «Стандард». В 2013 году он подписал профессиональный контракт с португальским «Порту». Для получения игровой практики Йорис был переведён в дубль. 18 сентября в матче против дублёров «Маритиму» он дебютировал в Сегнуда лиге. 22 декабря в поединке против «Бейра-Мар» он забил свой первый гол за дублёров. 4 мая 2014 года в матче против «Ольяненсе» Кайембе дебютировал в Сангриш лиге, заменив То Зе во втором тайме.
В начале 2015 года Йорис на правах аренды перешёл в «Ароку». 25 января в матче против «Эшторил-Прая» он дебютировал за новый клуб. 22 марта в поединке против «Жил Висенте» Кайембе забил свой первый гол за «Ароку».
Летом того же года он вновь был отдан в аренду, новой командой Кайембе стал «Риу Аве». 29 августа в матче против «Витории Сетубал» Йорис дебютировал за новый клуб. В поединке против «Браги» он забил свой первый гол за «Риу Аве». По окончании аренды Кайембе вернулся в «Порту», где продолжил выступления за дублирующий состав. Летом 2017 года Йорис перешёл во французский «Нант», став частью сделки по переходу в обратном направлении тренера «канареек» Сержиу Консейсау. 18 февраля в матче против «Ниццы» он дебютировал в Лиге 1.
В начале 2020 года Кайембе перешёл в бельгийский «Шарлеруа». 29 января в матче против «Брюгге» он дебютировал в Жюпиле лиге. 27 ноября в поединке против «Эйпена» Йорис забил свой первый гол за «Шарлеруа». Летом 2023 года Кайембе перешёл в «Генк». 25 июля в отборочном матче Лиги чемпионов против швейцарского «Серветта» он дебютировал за основной состав. 1 октября в поединке против «Вестерло» Йорис забил свой первый гол за «Генк». 30 ноября в поединке Лиги Европы против итальянской «Фиорентины» он забил гол. 

## Международная карьера
8 октября 2020 года в товарищеском матче против сборной Кот-д’Ивуара Кайембе дебютировал за сборную Бельгии.
В 2023 году игрок принял решение выступать за историческую родину Демократическую Республику Конго. 12 сентября в поединке против сборной ЮАР он дебютировал за сборную ДР Конго.  
В 2024 году Кайембе принял участие в Кубке Африки 2023 в Кот-д’Ивуаре. На турнире он сыграл в матчах против сборных Гвинеи и сборных ЮАР.